# Pouzolzia boiviniana
Pouzolzia boiviniana là loài thực vật có hoa trong họ Tầm ma. Loài này được (Wedd.) Wedd. miêu tả khoa học đầu tiên năm 1856.